# Menorosia desaglomeratus
Menorosia desaglomeratus es una especie de coleóptero de la familia Aderidae.

## Distribución geográfica
Habita en Bioko (Fernando Po) (Guinea Ecuatorial).